# Tantow
Tantow est une commune allemande de l'arrondissement d'Uckermark, Land de Brandebourg.

## Géographie
Le Salveybach draine la vallée de Tantow en direction sud-ouest vers l'Oder. Outre les petits lacs et les étangs dans les vallées, il y ale lac de Schloßsee et son île protégée dans le district de Damitzow. À l'ouest se situe la Mecklembourg-Poméranie-Occidentale.
La commune comprend les quartiers de Schönfeld et Tantow ainsi que les villages de Damitzow, Keesow, Neuschönfeld et Tantow Vorwerk.
| Penkun  |        | Mescherin |
|         | Tantow |           |
| Casekow |        | Gartz     |

Tantow se trouve sur la Bundesstraße 113 ; la gare se trouve sur la ligne de Berlin à Szczecin, elle est la dernière avant la frontière avec la Pologne.

## Histoire
Tantow est mentionné pour la première fois en 1255. À cette époque, l’évêque de Cammin, Hermann de Gleichen, décerne la dîme du village au monastère cistercien de Szczecin.
Tantow situé dans la région frontalière entre la Poméranie et le Brandebourg est en 1479 dans le Brandebourg et forme jusqu'en 1815 une enclave de Brandebourg en Poméranie.
Le 15 août 1843, la gare de Tantow ouvre sur la ligne de Berlin à Szczecin. Le 31 janvier 1943, un grave accident de chemin de fer se produit ici lorsque, après des erreurs de répartition et de triage, deux trains express SF 62, se heurtent. 38 personnes meurent et 16 sont blessées.
En 1925, Radekow (qui fait maintenant partie de Mescherin) fusionne avec Tantow, puis de nouveau de 1945 à 1950 où elle retrouve son indépendance. Elle vient avec Mescherin en 2002.
Schönfeld fusionne le 31 décembre 2002.

## Démographie
| Année | Nombre d'habitants |
| ----- | ------------------ |
| 1875  | 314                |
| 1890  | 369                |
| 1910  | 356                |
| 1925  | 1 177              |
| 1933  | 1 018              |
| 1939  | 994                |
| 1946  | 877                |
| 1950  | 990                |

| Année | Nombre d'habitants |
| ----- | ------------------ |
| 1964  | 904                |
| 1971  | 1 098              |
| 1981  | 854                |
| 1985  | 775                |
| 1989  | 719                |
| 1990  | 719                |
| 1991  | 721                |
| 1992  | 705                |
| 1993  | 679                |
| 1994  | 683                |

| Année | Nombre d'habitants |
| ----- | ------------------ |
| 1995  | 665                |
| 1996  | 674                |
| 1997  | 684                |
| 1998  | 659                |
| 1999  | 649                |
| 2000  | 630                |
| 2001  | 614                |
| 2002  | 797                |
| 2003  | 795                |
| 2004  | 787                |

| Année | Nombre d'habitants |
| ----- | ------------------ |
| 2005  | 754                |
| 2006  | 744                |
| 2007  | 742                |
| 2008  | 756                |
| 2009  | 755                |
| 2010  | 776                |
| 2011  | 753                |
| 2012  | 749                |
| 2013  | 734                |
| 2014  | 756                |

| Année | Nombre d'habitants |
| ----- | ------------------ |
| 2015  | 763                |
| 2016  | 780                |
| 2017  | 801                |

## Jumelages
- Bielice (Pologne)